# Рясненська сільська рада (Ємільчинський район)
Рясненська сільська рада — колишня адміністративно-територіальна одиниця та орган місцевого самоврядування у Барашівському і Ємільчинському районах Коростенської і Волинської округ, Київської й Житомирської областей Української РСР та України з адміністративним центром у с. Рясне.

## Населені пункти
Сільській раді були підпорядковані населені пункти:
- с. Рясне
- с. Кам'янка
- с. Хотиж

## Населення
Кількість населення ради станом на 1923 рік становила 1 345 осіб, кількість дворів — 216.
Відповідно до результатів перепису населення СРСР, кількість населення ради станом на 12 січня 1989 року становила 1 018 осіб.
Станом на 5 грудня 2001 року, відповідно до перепису населення України, кількість мешканців сільської ради становила 888 осіб.

## Склад ради
Рада складалась з 15 депутатів та голови.

### Керівний склад сільської ради
| ПІБ                          | Основні відомості                                                               | Дата обрання | Дата звільнення |
| ---------------------------- | ------------------------------------------------------------------------------- | ------------ | --------------- |
| Висоцька Лариса Вячеславівна | Сільський голова, 1964 року народження, освіта, позапартійна                    | 26.03.2006   | 31.10.2010      |
| Гордієнко Вадим Леонідович   | Сільський голова, 1971 року народження, освіта середня спеціальна, безпартійний | 31.10.2010   |                 |

Примітка: таблиця складена за даними джерела

## Історія
Створена 1923 року в с. Рясне Барашівської волості Коростенського повіту Волинської губернії. На 1 жовтня 1941 року в підпорядкуванні числився хутір Шевченків.
Станом на 1 вересня 1946 року сільська рада входила до складу Барашівського району Житомирської області, на обліку в раді перебували с. Рясне та х. Шевченків (згодом — Хліборобське).
11 серпня 1954 року, відповідно до указу Президії Верховної ради Української РСР «Про укрупнення сільських рад по Житомирській області», підпорядковано села Вікторівка, Вільхівка, Гонорин та х. Хотиж ліквідованої Гоноринської сільської ради Барашівського району. 29 вересня 1960 року, відповідно до рішення Житомирського облвиконкому № 985 «Про вилучення з обліку населених пунктів в районах області», с. Гонорине зняте з обліку. 9 грудня 1966 року, відповідно до рішення Житомирського ОВК № 638 «Про зміни в адміністративному підпорядкуванні деяких населених пунктів області», підпорядковано с. Кам'янка Білківської сільської ради Ємільчинського району.
Станом на 1 січня 1972 року сільська рада входила до складу Ємільчинського району Житомирської області, на обліку в раді перебували села Вікторівка, Вільхівка, Кам'янка, Рясне, Хліборобське та Хотиж.
28 грудня 1977 року, відповідно до рішення Житомирського облвиконкому № 548 «Про взяття на облік селища Яблунець та утворення Яблунецької селищної ради», с. Хліборобське включене до смуги смт Яблунець. 21 серпня 1989 року, відповідно до рішення Житомирського ОВК № 212 «Про деякі питання адміністративно-територіального устрою», села Вікторівка та Вільхівка передані до складу Зеленицької сільської ради Ємільчинського району.
Виключена з облікових даних 17 липня 2020 року. Територію та населені пункти ради, відповідно до розпорядження Кабінету Міністрів України № 711-р від 12 червня 2020 року «Про визначення адміністративних центрів та затвердження територій територіальних громад Житомирської області», включено до складу Барашівської сільської територіальної громади Новоград-Волинського району Житомирської області.
Входила до складу Барашівського (7.03.1923 р.) та Ємільчинського (30.12.1962 р.) районів.